# Río Ouaco
El río Ouaco es un río de Nueva Caledonia. Tiene un área de influencia de 35 kilómetros cuadrados.